# Gare de Chevilly
Gare de Chevilly – przystanek kolejowy w Chevilly, w departamencie Loiret, w Regionie Centralnym, we Francji.
Jest przystankiem Société nationale des chemins de fer français (SNCF), obsługiwanym przez pociągi TER Centre.

## Położenie
Znajduje się na km 107,600 linii Paryż – Bordeaux, pomiędzy stacjami Artenay i Cercottes, na wysokości 123 m n.p.m.

## Linie kolejowe
- Paryż – Bordeaux